# محرشفة فولكرتسية
محرشفة فولكرتسية (الاسم العلمي: Hymenolepis folkertsi) هي نوع من الحيوانات تتبع جنس المحرشفة من فصيلة المحرشفات.